# Leonard Vásquez
Leonard Vásquez (Buenaventura, Valle del Cauca, Colombia; 25 de octubre de 1985) es un exfutbolista colombiano. Jugaba como lateral.

## Accidente
Algunos días después de haberse consagrado campeón del torneo finalización del 2012 con Millonarios, Leonard salió de vacaciones junto con su hermano y su hijo de Bogotá hacia Buenaventura en su auto a la altura del municipio de Bugalagrande Leonard se quedó dormido producto de tantas horas conduciendo allí desafortunadamente embistió a un motociclista que venía en dirección contraria, tras el accidente Leonard sufrió un trauma craneoencefálico severo y a la vez trauma en el tórax. Meses después para sorpresa de los doctores dada la magnitud del accidente Leonard se recuperó y fue dado de alta. A pesar de haber mostrado un gran mejoría su recuperación no fue de un 100% y al culminar su contrato con Millonarios en 2014 ningún club lo volvió a contratar sumado a las recomendaciones médicas Leonard decide culminar su carrera con apenas 7 años en el fútbol profesional.

## Trayectoria

### Inicios
Inició su carrera deportiva con apenas 18 años con el Envigado FC, con el cuadro naranja hizo su debut a comienzos del año 2007 en busca de más minutos llega al Velledupar para afrontar el torneo finalización del 2007 en la segunda división, recala para el apertura 2008 con el Bajo Cauca FC.

### Cortulua
Leonard llega al equipo "Corazón del Valle" a mediados del 2008 y se mantuvo allí un año y medio.

### Millonarios
Al cuadro embajador llegó a mediados del 2010 procedente del Cortulua junto a su campañero y también lateral pero zurdo JJ Montaño, la llegada de los dos fue una sorpresa en su momento pese a haber venido de mostrar un gran nivel el club pasaba por su peor momento y se esperaban mejores contrataciones. Leonard fue titular en sus primeros 7 partidos pero ya en el 2011 con la llegada del DT Venezolano Richard Páez y del lateral Lewis Ochoa perdió la titularidad y no la pudo recuperar. Con el cuadro embajador se consagró campeón en 2 ocasiones disputando 58 partidos sin convertir algún gol.

## Clubes
| Club                | País                | Año                 | Partidos | Goles |
| ------------------- | ------------------- | ------------------- | -------- | ----- |
| Envigado FC         | Colombia            | 2007                | 1        | 0     |
| Valledupar FC       | Colombia            | 2007                | 1        | 0     |
| Bajo Cauca          | Colombia            | 2008                | 4        | 0     |
| Cortuluá            | Colombia            | 2008 - 2010         | 36       | 1     |
| Millonarios         | Colombia            | 2010 - 2014         | 58       | 0     |
| Total en su carrera | Total en su carrera | Total en su carrera | 100      | 1     |

## Palmarés

### Campeonatos nacionales
| Título              | Club        | País     | Año  |
| ------------------- | ----------- | -------- | ---- |
| Primera B           | Cortulua    | Colombia | 2009 |
| Copa Colombia       | Millonarios | Colombia | 2011 |
| Torneo Finalización | Millonarios | Colombia | 2012 |